# Campionati europei di triathlon long distance del 1991
I Campionati europei di triathlon long distance del 1991 (V edizione) si sono tenuti ad Almere, Paesi Bassi.
Tra gli uomini ha vinto l'olandese Ben Van Zelst, mentre la gara femminile è andata alla connazionale Thea Sybesma.

## Risultati

### Élite uomini
| Pos. | Nome          | Paese       | Totale  |
| ---- | ------------- | ----------- | ------- |
|      | Ben Van Zelst | Paesi Bassi | 8:25:30 |
|      | Jos Everts    | Paesi Bassi | 8:30:20 |
|      | Jürgen Zäck   | Germania    | 8:33:17 |

### Élite donne
| Pos. | Nome               | Paese       | Totale  |
| ---- | ------------------ | ----------- | ------- |
|      | Thea Sybesma       | Paesi Bassi | 9:18:04 |
|      | Ada Van Zwieten    | Paesi Bassi | 9:48:01 |
|      | Katinka Wiltenburg | Paesi Bassi | 9:52:45 |